# Мобильный кондиционер

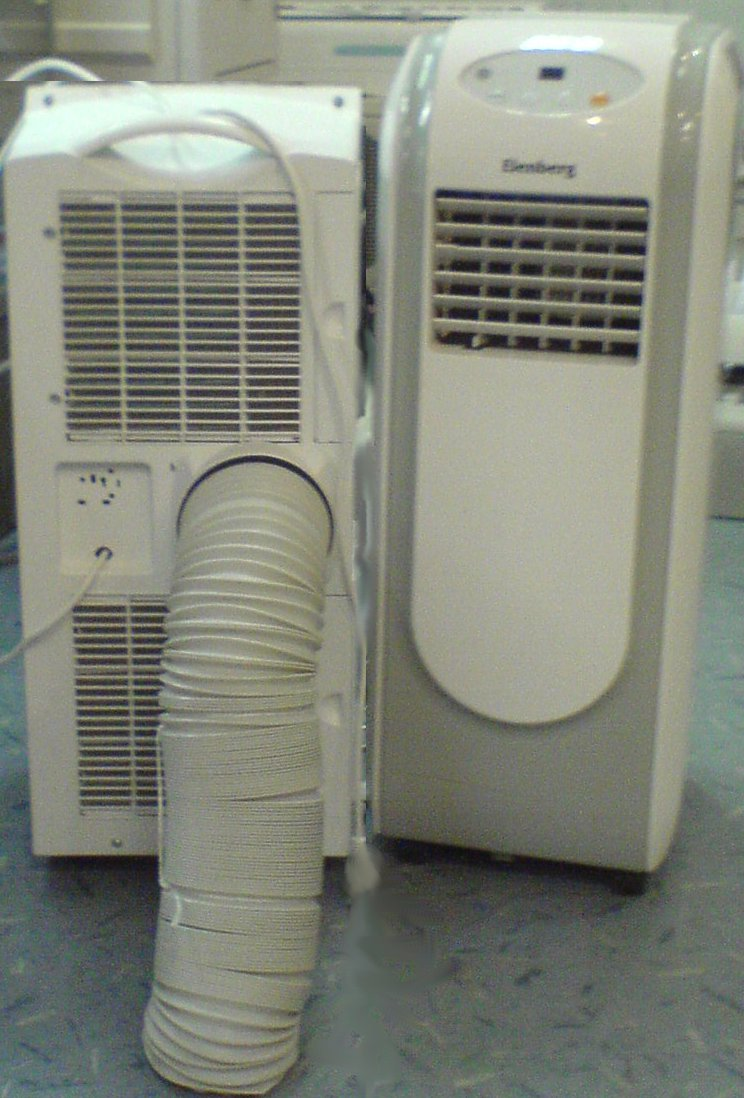
Мобильный моноблочный кондиционер

Моби́льный кондиционе́р — компактное устройство для кондиционирования помещений, где нет возможности монтажа систем других типов.
Они делятся на два типа: моноблок и мобильная сплит-система.

## Моноблок

### Устройство
У данного типа кондиционеров все части находятся в одном корпусе, а отвод тепла производится через гибкий воздуховод.
Принцип работы такой же, как и у других кондиционеров. Отличие — воздух на охлаждение конденсатора забирается из помещения и удаляется на улицу.

#### Достоинства
- Мобильность, лёгкость транспортировки.
- Отсутствие фреоновых коммуникаций, а в ряде моделей — и дренажных, так как конденсат испаряется, попадая на теплообменник.
- Не нужен монтаж (который часто удваивает стоимость сплит-системы).
- Малая мощность.
- Отсутствие наружного блока на фасаде здания.
- Возможность установить кондиционер даже в помещениях, где уже сделан начисто дорогостоящий ремонт, без ущерба для интерьера.
- Моноблочный кондиционер можно установить там, где согласовать установку сплит-систем невозможно.
- Красивый вид и снаружи здания, и внутри помещения.

#### Недостатки
- Относительно шумный (порядка 50 [дБ]) по причине того, что всё находится в одном корпусе, в том числе компрессор.
- Воздуховод может нагреваться до 60 °C.
- В старых моделях необходимо периодически опорожнять ёмкость для конденсата (в современных моделях конденсат испаряется и выводится вместе с теплым воздухом через воздуховод).
- Вследствие того, что охлаждение конденсатора осуществляется воздухом из комнаты с последующим удалением последнего в окно, начинается затягивание тёплого воздуха из других помещений, в результате чего тёплый воздух из них частично нейтрализует работу кондиционера, несколько снижая его эффективность.
- Длина воздуховода обычно 1-2 метра, и поэтому кондиционер нужно устанавливать возле окна, двери или вентиляционного отверстия.
- Часто стоимость выше, чем у сплит-системы.

## Мобильная сплит-система
Этот тип отличается от предыдущего тем, что он состоит из двух блоков: наружного и внутреннего. У внутреннего блока один воздухозабор и один выход. Также и у внешнего блока. Отличается от обычной сплит-системы только мобильностью и лотком для конденсата.

### Достоинства
- Низкий уровень шума внутреннего блока.
- Высокая, по сравнению с моноблоком, эффективность работы.
- Выход тепла не через воздух по воздуховоду, а через фреоновую (хладагентную) магистраль, тепло выходит через внешний блок.
- Мобильность, лёгкость транспортировки за счёт колёс.
- Не нужен монтаж.
- Малая мощность.

### Недостатки
- Длина фреоновой магистрали не позволяет далеко отдалить блоки друг от друга.
- Необходимо удалять конденсат из ёмкости для него.